# Hygophum benoiti
Hygophum benoiti är en fiskart som först beskrevs av Cocco, 1838.  Hygophum benoiti ingår i släktet Hygophum och familjen prickfiskar. Inga underarter finns listade i Catalogue of Life.